# Warren Snyder
Warren Bertram Snyder (Toronto, 2 de marzo de 1903-Toronto, 27 de marzo de 1957) fue un deportista canadiense que compitió en remo. Participó en los Juegos Olímpicos de París 1924, obteniendo una medalla de plata en la prueba de ocho con timonel.

## Palmarés internacional
| Juegos Olímpicos | Juegos Olímpicos | Juegos Olímpicos | Juegos Olímpicos |
| Año              | Lugar            | Medalla          | Prueba           |
| ---------------- | ---------------- | ---------------- | ---------------- |
| 1924             | París (Francia)  | Medalla de plata | Ocho con timonel |